# Jean de Mas Latrie
Jean de Mas Latrie, né le 23 novembre 1879 à Paris 7e et mort pour la France le 5 septembre 1914 à Rebais, est un escrimeur et pentathlète moderne français.

## Biographie
Jean de Mas Latrie fait ses études à l'École spéciale militaire de Saint-Cyr (promotion « Marchand » 1898-1900).
Il est lieutenant au 7e régiment de chasseurs à cheval à Rouen en 1908. En 1911 et 1912, il est domicilié au no 16 rue Dufay,.
Il participe à l'épreuve de sabre individuel aux Jeux olympiques de 1908 et à l'épreuve de pentathlon moderne aux Jeux olympiques de 1912. Il est nommé officier d'Académie en 1912.
En 1913, il est promu capitaine au 13e régiment de chasseurs à cheval.
Capitaine au 15e régiment de chasseurs à cheval pendant la Première Guerre mondiale, il est détaché à la mission britannique comme officier de liaison. Il est tué dans son automobile, à l’entrée de Rebais, par une balle allemande. Mort pour la France, il est fait chevalier de la Légion d'honneur et reçoit la croix de guerre. Il est inhumé dans le cimetière militaire du château de Perreuse à Jouarre.
Il est le petit-fils de Louis de Mas Latrie et le neveu de Jacques Marie Armand de Mas-Latrie.

## Distinctions
- Officier d'académie (29 juin 1912)
- Chevalier de la Légion d'honneur (1919)
- Croix de guerre 1914–1918, étoile de vermeil